# П-44

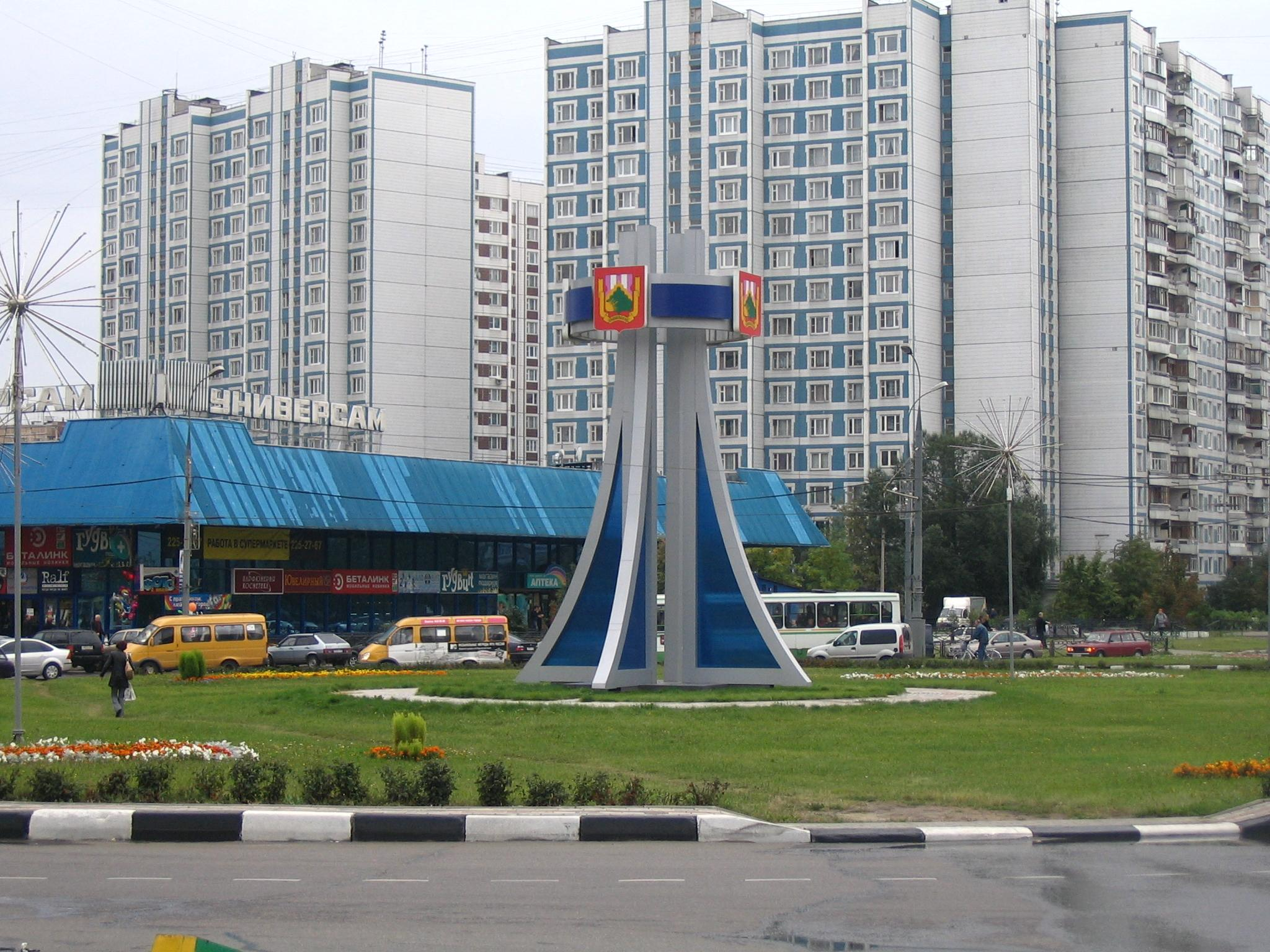
Дома П-44 в Новокосине

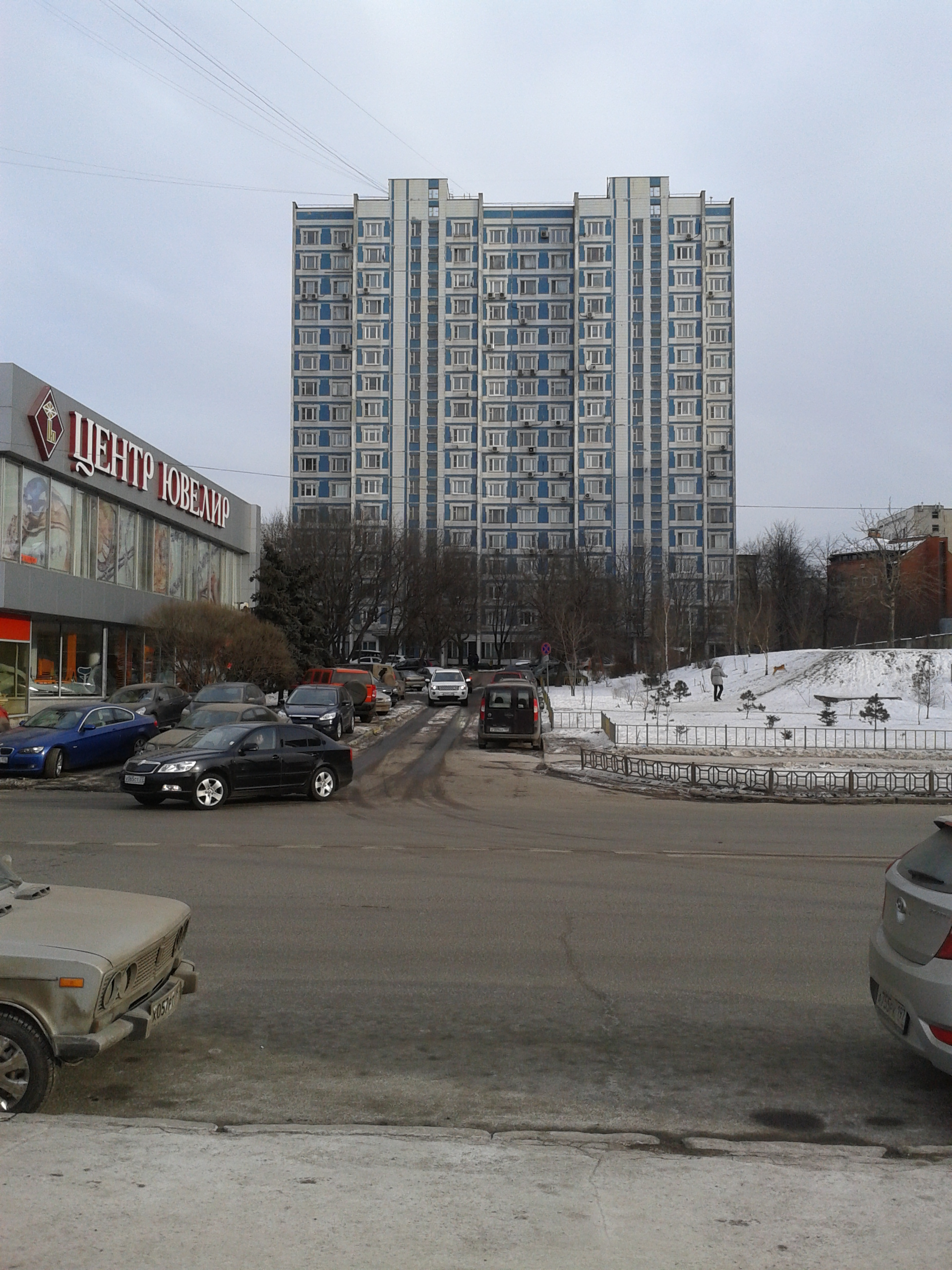
П-44 на Олимпийском проспекте в Москве

П-44 — типовая серия панельных домов, спроектированная в конце 1970-х годов МНИИТЭП и производившаяся на ДСК-1 с 1979 по 2019 годы (включая серии, разработанные на ее основе). П-44 и разработанные на её основе (П-44Т, П-44К и другие) — самая массовая типовая серия жилых домов в Москве и Нижневартовске. Относительно массово дома этих серий строились также в Тынде и Ярославле. Отдельные экземпляры и модификации встречаются в Александрове, Иванове, Петрозаводске, Орле, Ростове-на-Дону, Уфе, Нефтеюганске и Кривом Роге.
В отличие от большинства своих современников (например, серии 1605), П-44 не «эволюционировала» из типовых проектов более ранних лет, а была принципиально новой разработкой. Дома серии выгодно отличались улучшенной планировкой квартир, большой кухней, наличием грузопассажирского лифта, предусмотренным в холле первого этажа местом для консьержа и т. д. Наибольшее распространение получили 2- и 4-секционные (секции П-44-1) 16/17-этажные дома, соединенные в «угловые» поворотной секцией (П-44-4). Первые дома серии были возведены на Хорошёвском шоссе в Москве (дд. 22 и 24).
С начала 1980-х годов эти дома стали возводить как альтернативу брежневкам практически во всех новых районах массовой жилой застройки Москвы: Бусиново, Восточное Дегунино, Западное Дегунино, Отрадное, Северное Медведково, Южное Медведково, Бабушкинский, Свиблово, Лосиноостровский, Дмитровский, Хорошёвский, Митино, Строгино, Крылатское, Северное Бутово, Южное Бутово, Бирюлёво Восточное, Орехово-Борисово Северное, Орехово-Борисово Южное, Москворечье-Сабурово, Братеево, Зябликово, Люблино, Марьино, Выхино-Жулебино, Новокосино, Вешняки, Лефортово, Сокольники, Солнцево, Нагатинский Затон, Тёплый Стан и других. Дома серии П-44 производились до 2002 года, последний дом был сдан в эксплуатацию в Ярославле на улице Строителей. В общей сложности было построено около полутора тысяч таких домов, из них около 1200 — в Москве. С каждым годом дизайн новостроек серии П-44 видоизменялся: сначала расцветка была бело-голубой, затем, начиная с 1983 года бело-коричневой и с 1988 года — бело-бежевой. С каждым годом менялись окна — с 1980-х по 1996 год окна были деревянными, с 1997 года стали устанавливать пластиковые окна. Также поменялись указатели на первом этаже над лифтами — с 1980 по 1996 год указатели были горизонтальными со шкалой, поделённой на квадраты (до 1982 года — шкала без разделений), соответствующие числу этажей (каждый квадрат подсвечивается в соответствии с положением лифта), и стрелками направлений по бокам (до 1985 года — без стрелок); с 1997 года указатели стали электронными. Поменялись и кнопки приказов — с 1980 по 1985 годы были «залипающие» кнопки (ВП-53), с 1985 по 1996 годы кнопки были круглыми с жёлтой подсветкой (ВП-710), с 1997 года кнопки стали квадратными с красной подсветкой в углу кнопки (ПКЛ-18). Со временем менялись даже плафоны освещения внутри лифта — если в 1980-е годы в качестве плафона использовался стальной щит с решётками, то начиная с 1990-х годов плафоны стали пластмассовыми. В процессе ремонта старых лифтов стальные щиты также меняют на пластмассовые плафоны.

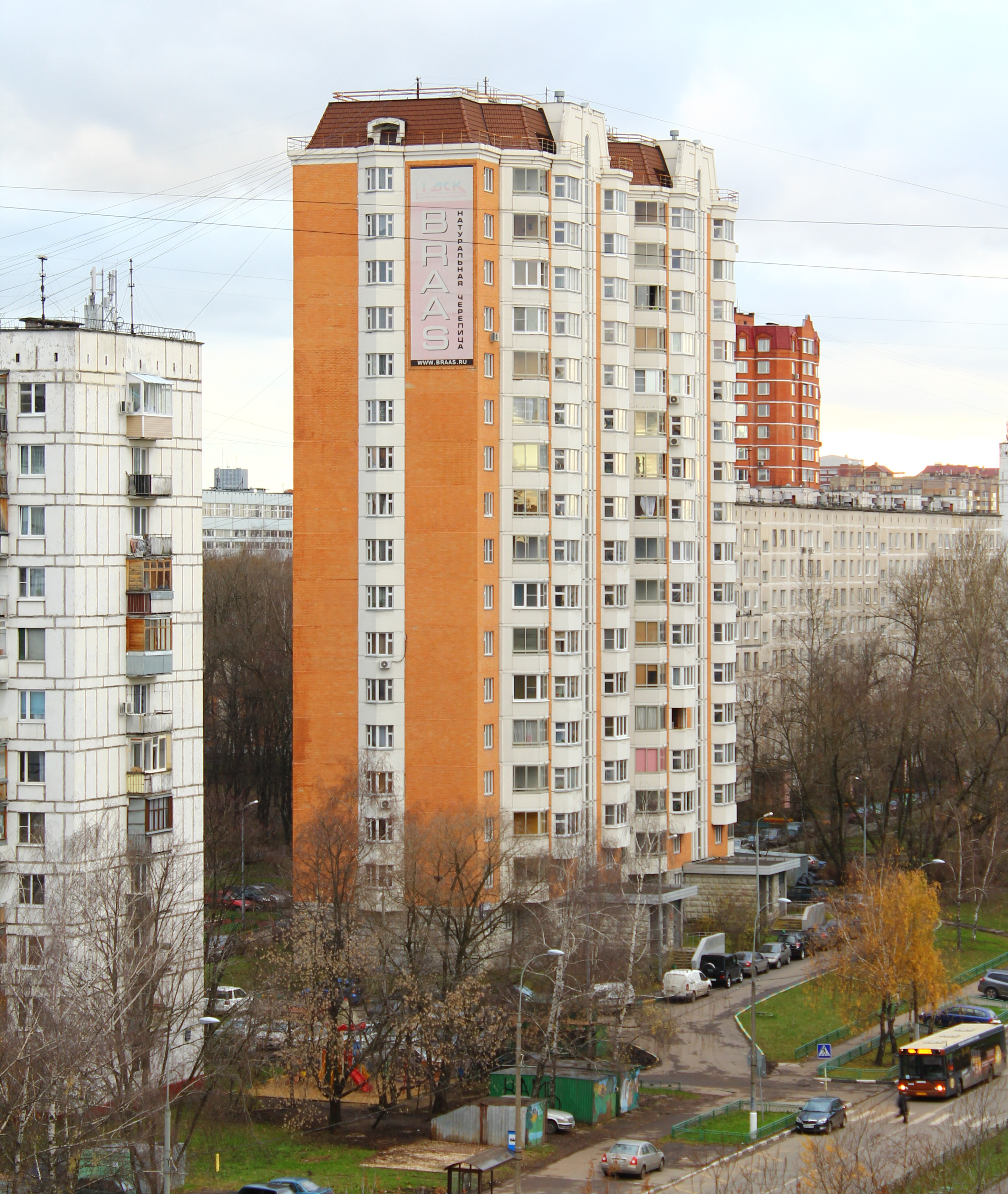
Двухсекционный П-44Т

В 1990-х на основе П-44 была разработана серия П-44Т. Была улучшена планировка квартир, за счёт выноса вентиляционного короба в коридор ещё больше увеличена площадь кухонь, предприняты меры по улучшению пожаробезопасности. Значительно преобразился внешний вид домов: плиточная бело-голубая отделка была заменена на красную, оранжевую и жёлтую «под кирпич», появились эркеры. Массовое строительство домов новой серии началось в 1997 году и продолжалось до 2019 года. Построено около 800 домов этой серии, из них в Москве — около 600.

## Характеристики
|                        | П-44                                                           | П-44Т                                                          | П-44К                                                          |
| ---------------------- | -------------------------------------------------------------- | -------------------------------------------------------------- | -------------------------------------------------------------- |
| Годы                   | с 1979 по 2002                                                 | с 1997 по 2019                                                 | с 2005 по 2019                                                 |
| Тип дома               | панельный                                                      | панельный                                                      | панельный                                                      |
| Максимальная этажность | 17                                                             | 25                                                             | 17                                                             |
| Квартир на этаже       | 4                                                              | 4                                                              | 4                                                              |
| Высота потолков, м     | 2,64                                                           | 2,70                                                           | 2,70                                                           |
| Наружные стены         | 3-слойный железобетон (бетон-утеплитель-бетон), толщина 300 мм | 3-слойный железобетон (бетон-утеплитель-бетон), толщина 300 мм | 3-слойный железобетон (бетон-утеплитель-бетон), толщина 300 мм |
| Перегородки            | гипсобетонные — 8 см                                           | гипсобетонные — 8 см                                           | гипсобетонные — 8 см                                           |
| Толщина перекрытий, мм | 140                                                            | 140                                                            | 140                                                            |
| Санузел                | в 1-комнатных совмещённый                                      | в 1-комнатных совмещённый                                      | в 1-комнатных совмещённый                                      |
| Лифт                   | пассажирский и грузо-пассажирский                              | пассажирский и грузо-пассажирский                              | пассажирский и грузо-пассажирский                              |
| Перспектива сноса      | Сносу не подлежит. Нормативный срок эксплуатации — 70 лет      | Сносу не подлежит. Нормативный срок эксплуатации — 100 лет     | Сносу не подлежит. Нормативный срок эксплуатации — 100 лет     |